# Geografía de Comoras
Comores es un pequeño país de África y forma parte del archipiélago de las Comoras, formado de noreste a sureste por la isla Ngazidja (Gran Comore), Mwali, y Nzwani (llamada Anjouan). Al sureste, la isla de Mayotte.
La capital es Moroni que se localiza en Ngazidja. Las islas tienen origen volcánico, con un relieve montañoso y abrupto que alcanza su cima en el volcán Karthala de 2.361 m de altitud sobre el nivel de mar en la isla principal.

## Islas principales
- Gran Comora
- Anjouan
- Mohéli

Este archipiélago se encuentra en el extremo norte del canal de Mozambique entre  Mozambique y la isla de Madagascar. Las islas son conocidas por su nombre francés, pero  son llamadas por el Gobierno de las Comoras, con sus nombres suajili: Ngazidja (Gran Comora), Mwali (Mohéli), Nzwani ( Anjouan).
Las tres islas comoranas tiene un área de 2170 km ². Ngazidja  es la isla que está situada más al noroeste del archipiélago, distante unos 40 km de Mwali, 80 de Nzwani y 200 de Mayotte. La falta de buenas instalaciones portuarias hace difícil el transporte y las comunicaciones. El Karthala, en la Gran Comora, es el pico más elevado del archipiélago con 2316 m. Del 17 al 19 de abril de 2005, el volcán expulsó cenizas y gases que obligaron a más de 10 000 personas a huir.

### Ngazidja
Ngazidja o Gran Comora es la isla más grande, mide 77 km de largo y 27 km de ancho con una superficie de 1146 km ². Es la más joven de las islas del archipiélago, es de origen  volcánico. Dos volcanes forman la topografía de la isla. La Grille al norte con una altitud de 1087 m está muy erosionado y el Karthala al sur del país (2361 m), cuya última erupción se remonta a 1977. Una meseta con una altitud media de 600 a 700 m, conecta las dos montañas. Aunque Ngazidja sea geológicamente relativamente joven, su suelo es rocoso y poco profundo por lo que no puede retener el agua. Por lo tanto los recursos hídricos de la isla están constituidos por el almacenamiento de agua en los embalses durante los períodos de fuertes lluvias. En las laderas del Karthala se desarrollan grandes selvas pluviales. La isla no tiene arrecifes de coral, y no tiene ningún puerto adecuado para los buques.  Moroni, la capital de la  Comoras desde 1962, está situada en Ngazidja.

### Nzwani
Nzwani o Anjouan tiene una superficie de 424 km ², es de forma triangular, mide 40 km de la base al vértice. Tres grupos de montañas forman la orografía. El Mtingui, 1575 m, es el pico más alto de la isla. Nzwani es más antigua que Ngazidja, el suelo es más profundo, sin embargo, la sobreexplotación ha provocado un deterioro pronunciado. Un arrecife de coral se encuentra cerca de la costa, la capital de la isla es Mutsamudu, su principal puerto.

### Mwali
Mwali o Mohéli tiene una superficie de 290 km ², mide 30 km de largo y 12 km de ancho. Es la más pequeña de las cuatro islas y tiene una cordillera central que alcanza los 860 metros de altura. Como Ngazidja, Mwali mantiene una selva tropical. La capital es Fomboni.

## Fauna y flora
Las aguas de las Comoras son el hábitat del celacanto, un pez raro con aletas que parecen patas y esqueleto cartilaginoso. Los fósiles de este pez se han datado de hace 400 millones de años. Un espécimen vivo fue capturado en 1938 frente a las costas del sur de África, otros Coelacanths se han encontrado desde entonces en las cercanías de las Comoras.
Varios son los mamíferos endémicos de las propias islas. El macao, un lémur que sólo se encuentra en Mayotte, está protegido por la legislación francesa y la tradición local. Una especie de murciélago descubierto por David Livingstone en 1863, antes abundante, se ha visto reducido a una población de alrededor de 120 ejemplares, todos en Nzwani. Un grupo británico de conservación envió una expedición a las Comoras en 1992, con el objetivo de llevar especímenes a Gran Bretaña para establecer una población reproductora.
22 especies de aves son propias del archipiélago. Estos incluyen el Karthala Scops-hibou, Anjouan Scops-hibou et le Moucherolle Humblot.
En parte como respuesta a la presión internacional en el decenio de 1990, las Comoras se han preocupado más por el medio ambiente. Se han adoptado medidas no sólo para preservar la fauna, sino también para evitar la degradación del medio ambiente, especialmente en la isla de Nzwani, densamente poblada. Más concretamente, para reducir al mínimo la tala de árboles para combustible, el queroseno está subvencionado, y se está tratando de sustituir la pérdida de cubierta forestal provocada por la destilación de Ylang-ylang para perfume. El Fondo de sostén para el desarrollo comunitario patrocinado por la Asociación Internacional de Fomento (IDA, una filial del Banco Mundial) y el Gobierno de las Comoras, también está trabajando para mejorar el abastecimiento de agua en las islas.

## Clima
El clima es un clima tropical oceánico con dos estaciones: una cálida y húmeda de noviembre a abril debido al monzón del norte y una estación más fría y seca el resto del año. La temperatura promedio está entre 23 °C y 28 °C a lo largo de la costa. A pesar de que la precipitación anual promedio es de 2 000 mm, el agua es un bien escaso en muchas partes de las Comoras. Mohéli tiene arroyos y otras fuentes naturales de agua, pero Ngazidja y Nzwani, en las que el relieve montañosos retiene poco el agua, están casi desprovistos de agua corriente natural. Los huracanes que se producen durante la estación cálida y húmeda, puede causar daños importantes, especialmente en las zonas costeras. En promedio, por lo menos dos veces cada diez años, casas, granjas y las instalaciones portuarias han sido devastadas por estas grandes tormentas.

## Áreas protegidas
En Comoras, según la IUCN, había, en 2024, 10 áreas protegidas con una superficie de 557 km2 de tierra, el 33,72 % de un total de 1653 km2 y 629 km2 de océano, el 0,38 % de un total de 164.493 km2, que se reparten en 6 parques nacionales, 3 sitios Ramsar y 1 reserva de la biosfera de la Unesco. Además, hay 3 sitios de la llamada Alliance for Zero Extinction (Alianza por la extinción cero), que comprende un centenar de ONGs de conservación para prevenir la extinción de las especies, 4 sitios de importancia para las aves y 21 sitios considerados áreas clave de biodiversidad (Key Biodiversity Areas). En conjunto, se considera que en el país hay 96 especies de aves, 2 de anfibios, 28 de reptiles y 820 de peces.